# メロjpでいこう!
『メロjpでいこう!』（メロジェイピーでいこう）は、一部日本テレビ系列局ほかで放送されていた日本海テレビ・ティスエンタテイメント製作（前者はノンクレジット扱い）の音楽情報を中心とするエンターテインメント情報番組である。製作局の日本海テレビでは2009年4月7日から2010年3月23日まで、毎週火曜 25:04 - 25:34 (JST) に放送された。

## 概要
『プリン・ス2』の後番組としてスタートした。本番組は携帯サイトmero.jpうたフルと連動した構成となっており、当時は同サイトで本番組のMCやゲストの待受画像が配信されていた。
関東地方においては、当初は前身番組群と同様にテレビ神奈川がネット局になっていたが、放送期間中にTOKYO MXでの放送に変更された。

## 出演者

### MC
- 牧野隆志（東京プリン）
- タイナカサチ
- 大堀恵（当時AKB48）

### ナレーター
- AYA

## テーマ曲
| 放送月    | オープニングテーマ    | エンディングテーマ                |
| --------- | --------------------- | --------------------------------- |
| 2009年6月 | 銀河 / MISIA          | end＝START / misono               |
| 2009年7月 | I WILL / AZU          | サマータイム / DigiCut            |
| 2009年9月 | 運命人 / タイナカサチ | BALLAD〜名もなき恋のうた〜 / alan |

## 放送時間
| 放送対象地域   | 放送局                   | 系列           | 放送日時 | 備考   |
| -------------- | ------------------------ | -------------- | --- | ------ |
| 鳥取県・島根県 | 日本海テレビ (NKT)       | 日本テレビ系列 | 火曜 25時04分 - 25時34分 | 製作局 |
| 北海道         | 札幌テレビ (STV)         | 日本テレビ系列 | 水曜 26時09分 - 26時39分（2009年4月 - 2009年7月） 水曜 26時04分 - 26時34分（2009年8月 - 2009年9月）                                         |        |
| 青森県         | 青森放送 (RAB)           | 日本テレビ系列 | 月曜 24時29分 - 24時59分 |        |
| 岩手県         | テレビ岩手 (TVI)         | 日本テレビ系列 | 金曜 24時55分 - 25時25分 |        |
| 宮城県         | ミヤギテレビ (MMT)       | 日本テレビ系列 | 水曜 25時00分 - 25時30分 |        |
| 秋田県         | 秋田放送 (ABS)           | 日本テレビ系列 | 火曜 25時04分 - 25時34分 |        |
| 山形県         | 山形放送 (YBC)           | 日本テレビ系列 | 火曜 25時04分 - 25時34分 |        |
| 福島県         | 福島中央テレビ (FCT)     | 日本テレビ系列 | 日曜 25時20分 - 25時50分 |        |
| 山梨県         | 山梨放送 (YBS)           | 日本テレビ系列 | 月曜 25時04分 - 25時34分 |        |
| 新潟県         | テレビ新潟 (TeNY)        | 日本テレビ系列 | 水曜 24時59分 - 25時29分（2009年4月 - 2009年9月） 水曜 25時29分 - 25時59分（2009年10月 - 2010年3月）                                        |        |
| 長野県         | テレビ信州 (TSB)         | 日本テレビ系列 | 火曜 24時59分 - 25時29分 |        |
| 静岡県         | 静岡第一テレビ (SDT)     | 日本テレビ系列 | 火曜 25時59分 - 26時29分 |        |
| 富山県         | 北日本放送 (KNB)         | 日本テレビ系列 | 火曜 25時25分 - 25時55分 |        |
| 石川県         | テレビ金沢 (KTK)         | 日本テレビ系列 | 日曜 25時26分 - 25時56分 |        |
| 福井県         | 福井放送 (FBC)           | 日本テレビ系列 | 木曜 25時33分 - 26時03分 |        |
| 広島県         | 広島テレビ (HTV)         | 日本テレビ系列 | 土曜 26時00分 - 26時30分（2009年4月 - 2009年9月） 土曜 26時05分 - 26時35分（2009年10月 - 2010年3月）                                        |        |
| 山口県         | 山口放送 (KRY)           | 日本テレビ系列 | 木曜 24時38分 - 25時08分（2009年4月 - 2009年9月） 木曜 24時59分 - 25時29分（2009年10月） 金曜 25時25分 - 25時55分（2009年10月 - 2010年3月） |        |
| 香川県・岡山県 | 西日本放送 (RNC)         | 日本テレビ系列 | 金曜 25時55分 - 26時25分（2009年4月 - 2009年9月） 土曜 26時05分 - 26時35分（2009年10月 - 2010年3月）                                        |        |
| 愛媛県         | 南海放送 (RNB)           | 日本テレビ系列 | 火曜 25時05分 - 25時35分 |        |
| 高知県         | 高知放送 (RKC)           | 日本テレビ系列 | 木曜 25時33分 - 26時03分 |        |
| 福岡県         | 福岡放送 (FBS)           | 日本テレビ系列 | 水曜 26時09分 - 26時39分（2009年4月 - 2009年9月）                                                                                           |        |
| 長崎県         | 長崎国際テレビ (NIB)     | 日本テレビ系列 | 水曜 24時59分 - 25時29分 |        |
| 熊本県         | くまもと県民テレビ (KKT) | 日本テレビ系列 | 火曜 25時09分 - 25時39分 |        |
| 鹿児島県       | 鹿児島読売テレビ (KYT)   | 日本テレビ系列 | 木曜 24時38分 - 25時08分 |        |
| 宮崎県         | 宮崎放送 (MRT)           | TBS系列        | 土曜 25時43分 - 26時09分 |        |
| 中京広域圏     | 名古屋テレビ (NBN)       | テレビ朝日系列 | 金曜 26時50分 - 27時20分（2009年4月 - 2009年9月） 金曜 26時54分 - 27時24分（2009年10月 - 2010年3月）                                        |        |
| 大分県         | 大分朝日放送 (OAB)       | テレビ朝日系列 | 月曜 25時45分 - 26時15分（2009年4月 - 2009年9月） 月曜 25時50分 - 26時20分（2009年10月） 火曜 25時50分 - 26時20分（2009年10月 - 2010年3月） |        |
| 東京都         | TOKYO MX (MX)            | 独立UHF局      | 金曜 28時00分 - 28時30分（2009年10月 - 2010年3月）                                                                                          |        |
| 神奈川県       | テレビ神奈川 (tvk)       | 独立UHF局      | 火曜 26時15分 - 26時45分（2009年4月 - 2009年9月）                                                                                           |        |
| 兵庫県         | サンテレビ (SUN)         | 独立UHF局      | 木曜 18時30分 - 19時00分（2009年4月 - 2009年9月） 木曜 18時00分 - 18時30分（2009年10月 - 2010年3月）                                        |        |